# Rufus May
Rufus May (nacido en 1968) es un psicólogo clínico británico conocido por utilizar sus experiencias como superviviente de la psiquiatría para promover y desarrollar aproximaciones de recuperación alternativas para quienes hayan experimentando síntomas de psicóticos. Después de que obtener oficialmente el título de psicólogo clínico, desveló que había tenido un ingreso psiquiátrico hospitalario con una diagnóstico de esquizofrenia. Creció en Islington, la norte de Londres y su licenciatura en psicología clínica fue en la Universidad del Este de Londres en 1998.

## Experiencias en primera persona
May fue diagnosticado con esquizofrenia en 1986 a la edad de dieciocho años. Tuvo ingresos involuntarios en hospital psiquiátrico en más de tres ocasiones. Interpreta sus experiencias psicóticas como reacción a experiencias de duelo emocional y aislamiento social. En sus experiencias delirantes, entre otras creencias, desarrolla ideas de ser un aprendiz de espía del servicio secreto británico. También tiene sensaciones de ser apelado en mensajes radiofónicos y televisivos. Estas experiencias le llevaron a tres ingresos en el Hospital de Hackney durante un período de catorce meses.
Después de un año recibiendo tratamiento con psicofármacos,  Rufus May decidió dejar de acudir a los servicios sanitarios de salud mental y abandonar el tratamiento prescrito. En sustitución de ello, decidió emplear ejercicio físico, actividades creativas, relaciones sociales y trabajo voluntario para recuperarse y cultivar su bienestar.

## Enfoque clínico
Rufus May ha utilizado sus conocimientos profesionales y experiencias personales de psicosis para desarrollar formas de atención y servicios que centrados en el paciente y aproximaciones terapéuticas que sean más participativas, sin recurrir a las teorías del desequilibrio químico en el sufrimiento psíquico. Por ejemplo, con las personas que experimentan síntomas en forma de escucha de voces, interviene con conversaciones directas con esas voces para así encontrar las causas y significado de esas experiencias disociativas. Su trabajo se apoya en el estilo de Comunicación no violenta desarrollado por Marshall Rosenberg y en la atención plena (mindfulness).
Una idea básica en el motivo y la forma de trabajar con los  síntomas delirantes y psicóticos de la esquizofrenia, la bipolaridad u otros diagnósticos psiquiátricos, es que esos síntomas tienen un contenido e información relevante y útil para el tratamiento y determinación de las causas del sufrimiento psíquico del trastorno.
Su trabajo y perspectiva recibió bastante atención pública después del documental británico de 2008 El doctor que escucha voces, producido y emitido por Channel 4 sobre una joven doctora ayudada por May para lidiar con sus experiencias delirantes y de escucha de voces. Dirigido por Leo Regan, el documental describe el proceso terapéutico qué May realiza con la joven doctora, interpretada por la actriz Ruth Wilson. El programa generó reacciones significativas tanto a favor como en contra por la aproximación de May y en 2008 fue finalista en los Mind Mental Health Media Awards, unos premios a los medios de comunicación sobre temas de salud mental.

## Religión y cultura
May ha expresado su simpatía por quienes proceden de contextos culturales diversos o que tienen determinadas creencias religiosas por lo que estos bagajes aportan a la orientación del tratamiento. Al partir de una perspectiva de intervención no violenta y no coercitiva, respetando los derechos humanos, civiles y como pacientes en la atención a la salud mental, surge la necesidad de relacionarse con los contenidos delirantes para reducir o eliminar el sufrimiento psíquico de la persona. Esta forma de trabajar es la que lleva a May a interesarse por esos contenidos delirantes y psicóticos frecuentemente relacionados con temas místicos, religiosos, de «misterio» y creencias más o menos inusuales.  
En el ensayo de la médico de salud pública y también experta en primera persona Tamasin Knight titulado "Más allá de las creencias: Maneras alternativas de trabajar con delirios, ideas obsesivas y experiencias inusuales", se cita a Rufus May donde afirma que para muchas personas, la experiencia de escucha de voces es interpretada como la manifestación de entidades espirituales. En esta línea continúa diciendo que se trabaja con distintas tradiciones espirituales para la creación de talleres de curación que ayuden a las personas con estas experiencias y puedan aprender formas de relacionarse con los síntomas interpretados como espíritus negativos. Rufus May argumenta que insistir en la medicalización, muchas veces forzosa o bajo presión, de estas experiencias está empezando a ser reconocido como una forma de opresión colonial y cultural.
De una forma más general, esta perspectiva de la salud mental está directamente relacionado con el pensamiento postcolonial y decolonial aplicado a las experiencias y problemas comunes del colectivo de personas con trastornos y/o discapacidades psicosociales. Esta perspectiva entraría dentro del área académica, teórica y activista de los llamados Mad Studies o Estudios locos.

## Carrera profesional
May ha trabajado como psicólogo clínico en Tower Hamlets, en el Este de Londres, Inglaterra. Actualmente trabaja como psicólogo clínico en un equipo de tratamiento asertivo comunitario en Bradford, Inglaterra. Participa activamente en grupos de recuperación de personas usuarias como Hearing Voices y un grupo activista y de debate sobre salud mental de Bradford, Evolving Minds.
A menudo aparece en medios de comunicación británicos como comentarista contra las leyes que permiten las prácticas del ingreso hospitalario involuntario y los tratamientos farmacológicos forzosos.
Su historia ha recibido varios premios, entre ellos el de Superviviente de los Medios de Salud Mental y el premio Factual Radio en octubre de 2001 por el programa de Fergal Keane Taking a Stand en Radio Four además de un premio en 2008 por el documental de televisión The doctor who hears voices.

## Publicaciones
- May, R. (2000) "Routes to recovery from psychosis: The roots of a clinical psychologist", Clinical Psychology Forum 146: 6–10.
- May, R. (2004) "Making sense of psychotic experiences and working towards recovery". In J. Gleeson & P. McGorry, (eds.) Psychological interventions in early psychosis. Chichester: Wiley.
- May, R. (2007) "Working outside the diagnostic frame". The Psychologist Vol 20, No 5, pp. 300–301.
- May, R. (2007) "Reclaiming mad experience: Establishing Unusual Belief Groups and Evolving Minds public meetings"'. In Peter Stastny & Peter Lehmann (eds.), Alternatives Beyond Psychiatry (pp. 117–127). Berlin / Eugene / Shrewsbury: Peter Lehmann Publishing. ISBN 978-0-9545428-1-8 (UK), ISBN 978-0-9788399-1-8 (USA). (E-Book 2018)
- May, R. (2007) "Zur Wiederaneignung verrückter Erfahrungen. Gruppen für Menschen mit außergewöhnlichen Überzeugungen". In Peter Lehmann & Peter Stastny (eds.), Statt Psychiatrie 2 (pp. 119–130). Berlin / Eugene / Shrewsbury: Antipsychiatrieverlag. ISBN 978-3-925931-38-3. (E-Book 2018)
- May, R. (2009) personal story of recovery in Living with Voices: 50 Stories of Recovery by Marius Romme, Sandra Escher, Jacqui Dillon, Dirk Corstens, Mervyn Morris. ISBN 978-1-906254-22-3